# شانوی
شانوی (به لاتین: Shanwei) یک شهر مرکزی در جمهوری خلق چین است که در گوانگ‌دونگ واقع شده‌است.

## خصوصیات
شانوی ۵٬۲۷۱ کیلومترمربع مساحت و ۲٬۱۳۰٬۰۰۰ نفر جمعیت دارد و ۸ متر بالاتر از سطح دریا واقع شده‌است.